# Brechschild
Der Brechschild, auch Tartsche für das Realgestech, Stechtartsche, ist eine spätmittelalterliche Schutzwaffe und ein Rüstungsbestandteil aus Europa.

## Beschreibung
Der Brechschild besteht aus Stahl. Er deckt den Bereich der Brust, des linken Armes sowie einen Teil des Halses ab. Auf seiner Vorderseite sind in Rautenform Stahlverstrebungen angebracht, die dazu dienen, bei einem Gestechrennen (auch Scharfrennen) die gegnerische Lanzenspitze abzubremsen, festzuhalten, ihr einen Widerstand zu bieten und dafür zu sorgen, dass die Lanze bricht und nicht vom Schild abgleitet. Er wird mit Schrauben am Harnisch befestigt und gegen Lösen mit Flügelmuttern gesichert. Die anderen Versionen der Tartschen bestehen aus Holz und sind meist mit Stoff oder Leder überzogen und in manchen Versionen mit quadratischen Stücken aus Hirschhorn besetzt. Sie sind ausschließlich für ein Gestech mit stumpfen Lanzen, die mit einer Krönig ausgestattet sind, gedacht. Sie erfüllen aber eigentlich denselben Zweck wie der Brechschild. Im Gegensatz zum Rennen mit stumpfer Lanze waren diese Gesteche dazu gedacht, mit scharfen Lanzen ausgeführt zu werden, daher auch die Bezeichnung Scharfrennen. Der Brechschild wurde nicht im Kampf, sondern ausschließlich im Turnier getragen. Er diente außerdem als Zielpunkt des gegnerischen Reiters. Die Rüstungen, die bei den Scharfrennen benutzt wurden, waren besonders stark gepanzert, um mögliche Verletzungen zu verhindern (siehe Stech- und Rennzeug).